# Aqua (satellite)

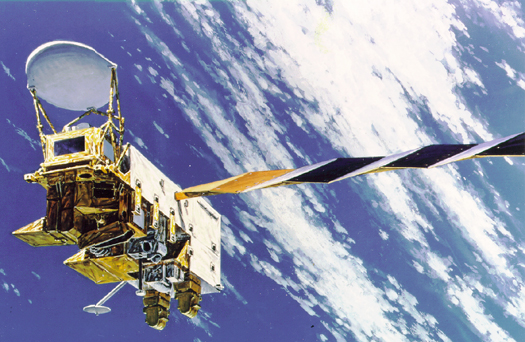
Il satellite Aqua.

Aqua (EOS PM-1) è un satellite artificiale multinazionale, destinato a ricerca scientifica, della NASA. Esso orbita intorno alla Terra per studiare le precipitazioni, l'evaporazione e il ciclo dell'acqua. Si tratta del secondo maggior componente dell'Earth Observing System (EOS, Sistema di osservazione della Terra), preceduto dal Terra, lanciato nel 1999, e seguito dall'Aura, lanciato nel 2004.
Esso venne lanciato dalla base di Vandenberg il 4 maggio 2002, con un vettore Delta II e si trova su un'orbita eliosincrona. Esso guida la "costellazione" di satelliti chiamata "A-Train", con molti altri satelliti (Aura, CALIPSO, CloudSat ed il francese PARASOL).
Aqua porta sei strumenti per lo studio dell'acqua sulla superficie terrestre e nell'atmosfera:
- AMSR-E — Advanced Microwave Scanning Radiometer-EOS — misura le proprietà delle nuvole, le temperature sulla superficie del mare, ghiaccio e neve; è fornito dalla giapponese NASDA;
- MODIS — Moderate Resolution Imaging Spectroradiometer, che misura anche le proprietà delle nuvole ed il flusso radiante, il particolato, i cambiamenti della copertura della terra, gli incendi ed i vulcani. Uno strumento come questo è installato anche sul satellite Terra.
- AMSU-A — Advanced Microwave Sounding Unit — misura le temperature e l'umidità dell'atmosfera
- AIRS — Atmospheric Infrared Sounder — misura le temperature e l'umidità dell'atmosfera, le temperature della superficie della terra e dei mari
- HSB — Humidity Sounder for Brazil — apparecchiatura nella banda VHF che misura l'umidità dell'atmosfera; è fornito dall'Istituto nazionale di ricerche spaziali del Brasile (INPE).
- CERES — Clouds and the Earth's Radiant Energy System, modelli 3 e 4, misurano il flusso energetico radiante a banda larga.

Il satellite Aqua pesa circa 2850 kg, più 230 kg di propellente (al lancio). Stivato, il satellite misura 2,68 × 2,49 × 6,49 m; aperto 4,81 × 16,70 × 8,04 m.
I dati dell'orbita di Aqua sono:
- Perigeo = 691 km
- Apogeo = 708 km
- Inclinazione dell'orbita = 98,14 gradi
- Semiasse maggiore dell'orbita = 7077,75 km
- Eccentricità = 0,001203
- Periodo di un'orbita completa = 98,4 minuti

## Immagini del satellite

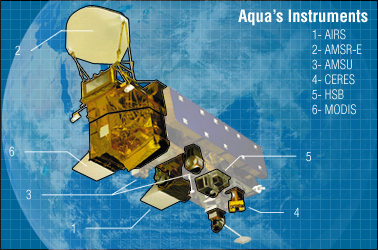
Aqua (EOS PM-1).
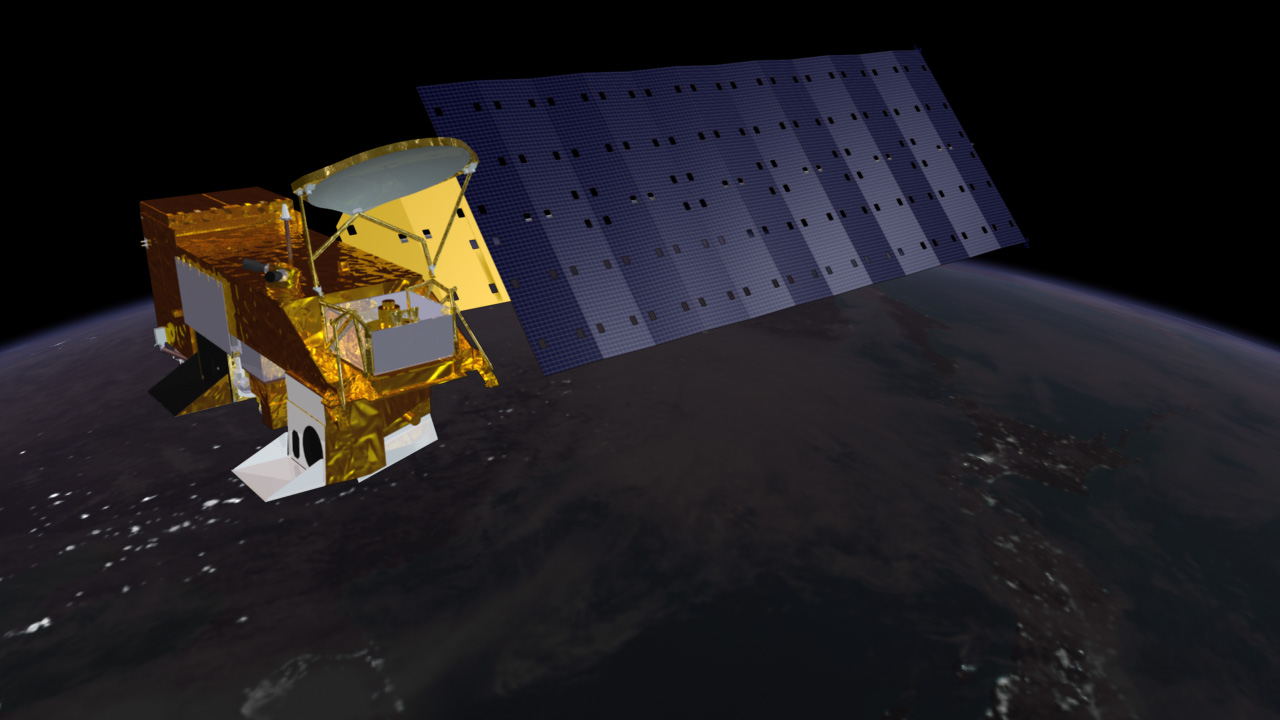
Il satellite Aqua.
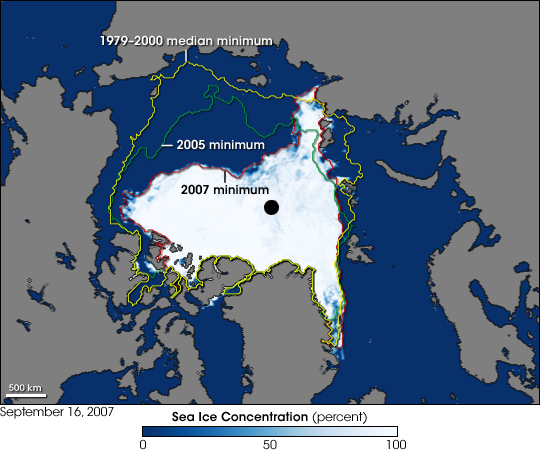
L'Artico dalle osservazioni di Aqua.